# 異水黴屬
異水黴屬（學名：Allomyces）是芽枝黴門的一個屬，於1911年由英國真菌學家艾德溫·約翰·巴特勒建立。本屬物種具有多中心的葉狀體（thallus），並且藉由具有鞭毛的動孢子進行無性繁殖，常見於熱帶地區池塘、稻田與河流的土壤中。

## 物種
- 異形異水黴（英语：Allomyces anomalus） A. anomalus R.Emers. 1941
- 樹狀異水黴（英语：Allomyces arbusculus） A. arbusculus E.J.Butler 1911
- 鏈形異水黴（英语：Allomyces catenoides） A. catenoides Sparrow 1964
- A. cystogenus（英语：Allomyces cystogenus） R.Emers. 1941
- 爪哇異水黴（英语：Allomyces javanicus） A. javanicus Kniep 1929
- 大配囊異水黴 Allomyces macrogynus (R.Emers.) R.Emers. & C.M.Wilson 1954
- 串珠狀異水黴（英语：Allomyces moniliformis） A. moniliformis Coker & Braxton 1926
- 新串珠狀異水黴（英语：Allomyces neomoniliformis） A. neomoniliformis Indoh 1940
- 網紋異水黴（英语：Allomyces reticulatus） A. reticulatus R. Emers. & J.A.Robertson 1974
- A. strangulata（英语：Allomyces strangulata） Minden 1916

## 外部連結
- 異水黴屬在Index Fungorum中的資訊